# Nairi
Nairi – asyryjska nazwa grupy plemion na terytorium starożytnego państwa Urartu. Określenie to funkcjonowało w XIII–XI wieku p.n.e. Niektóre obiekty geograficzne zachowały rdzeń „Nairi” także w późniejszych tekstach asyryjskich, na przykład jezioro Wan nazywane było „morzem krainy Nairi” – tâmtu ša mât Nairi. Niektórzy badacze pierwszej połowy XX wieku uznawali asyryjskie słowo „Nairi” za nazwę plemion huryckich. Tłumaczyłoby to pochodzenie Urartyjczyków od Hurytów. Badania lingwistyczne, prowadzone w drugiej połowie XX wieku, wykazały, że języki urartyjski i hurycki są ze sobą spokrewnione, co potwierdziło dotychczasową teorię. Niewielka liczba odkrytych źródeł pisanych nie pozwala na jednoznaczne określenie składu etnicznego plemion Nairi oraz zasięgu terytorialnego obszaru, który zamieszkiwały.